# نارون ارغوانی
نارون ارغوانی (نام علمی: Ulmus purpurea) نام یک گونه از سرده نارون است.

## نگارخانه

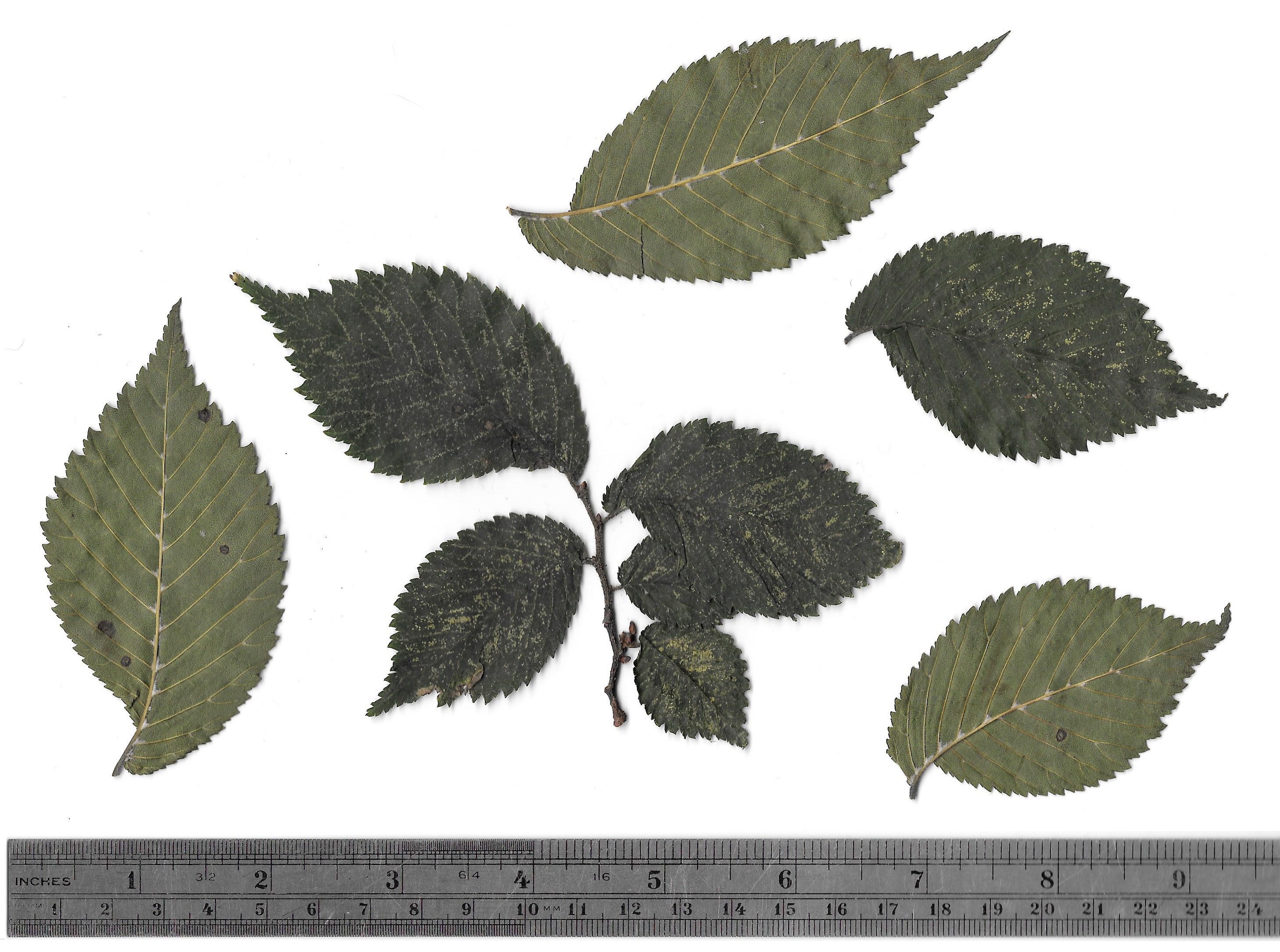
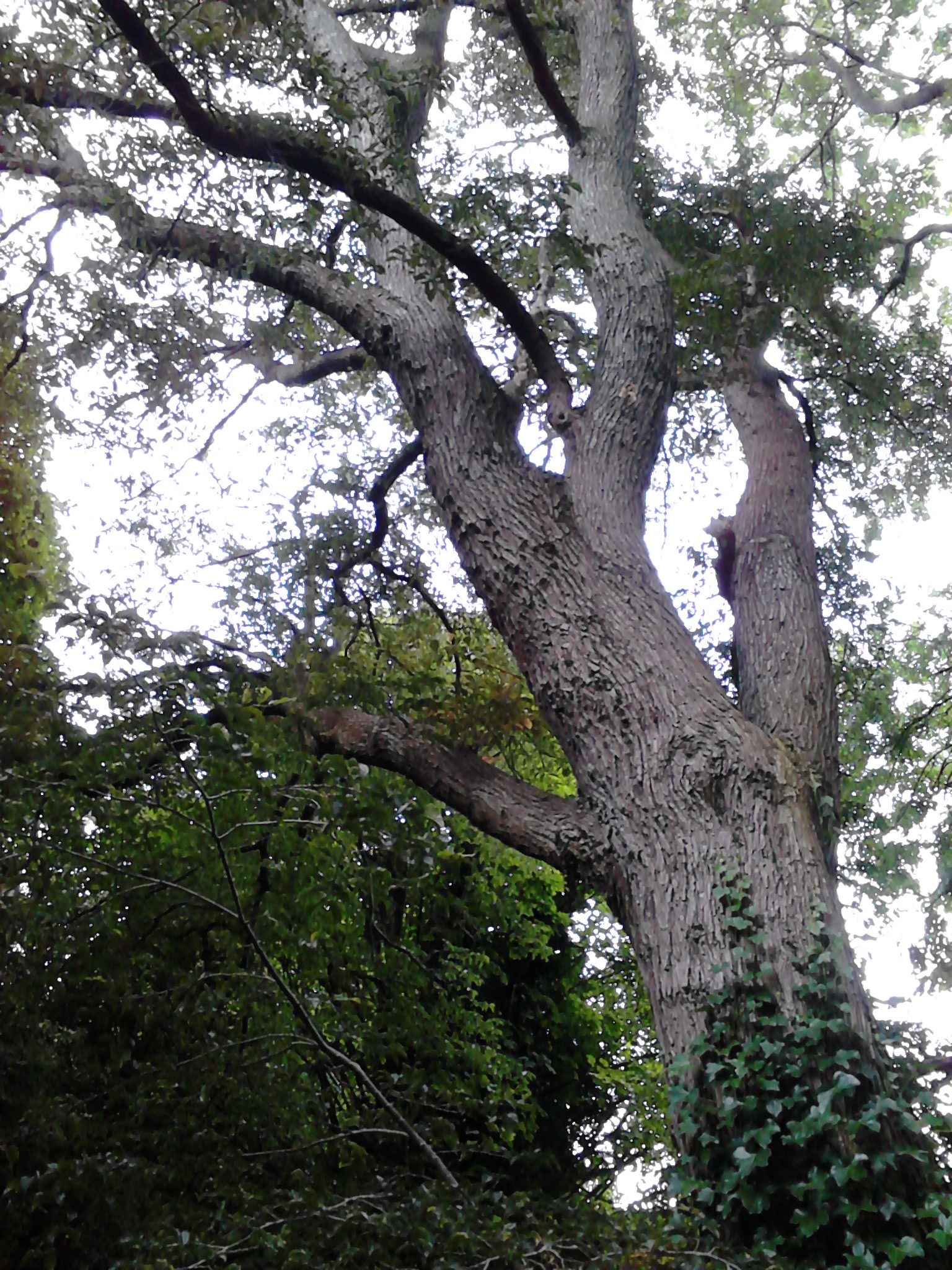
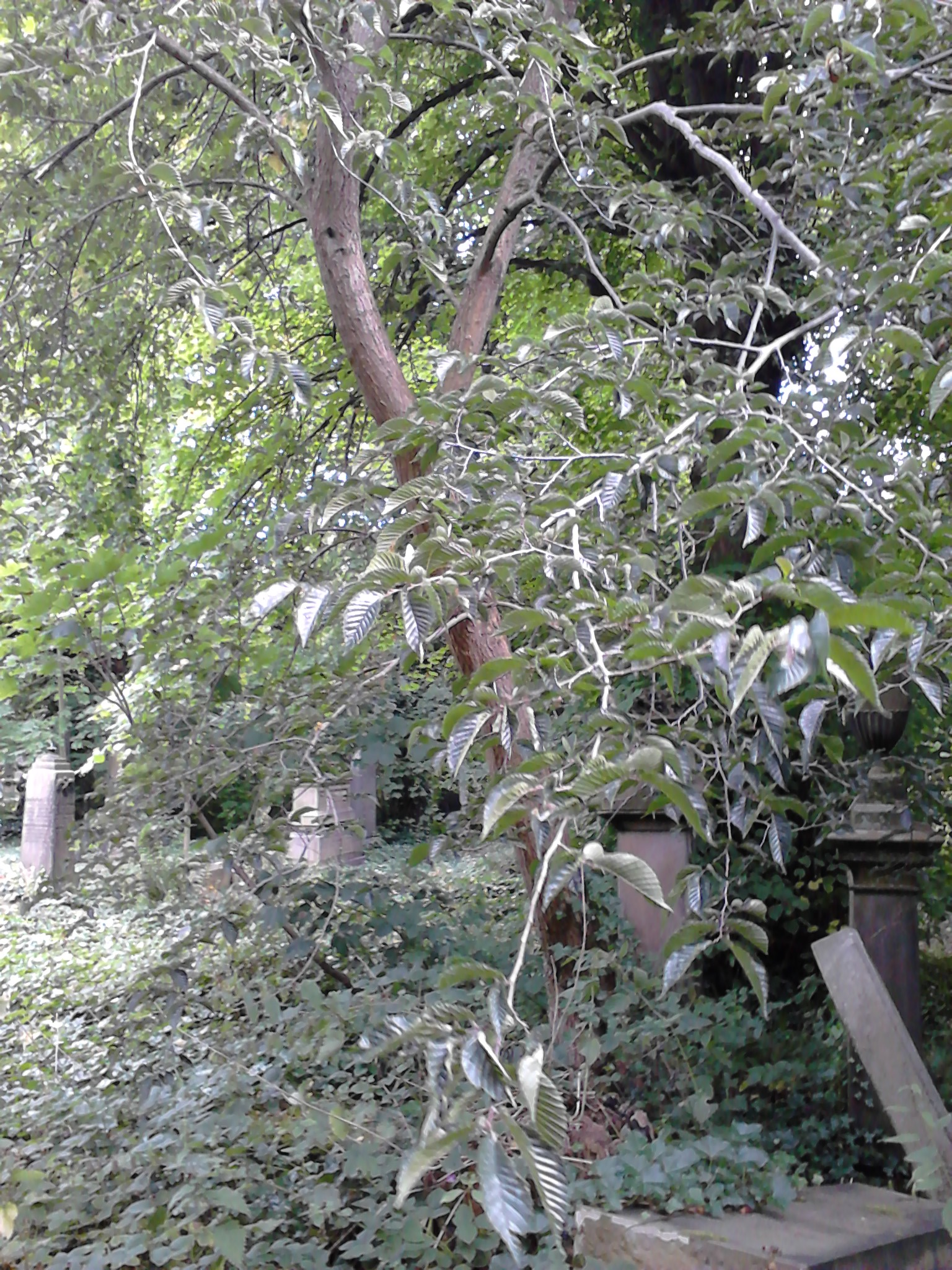